# Nicoletta Caselin
Nicoletta Caselin (Schio, 7 aprile 1973) è un'ex cestista italiana.

## Carriera

### Club
Ha giocato in A1 con Schio fino al 2001, e dal 2003 al 2005, vincendo quattro Coppe Italia, una Coppa Ronchetti e uno scudetto nel 2005. Dal 2001 al 2003 gareggia nel CUS Chieti quindi a Parma. Ha terminato la carriera in A2 al Bologna nel 2006-07.

### Nazionale
Ha esordito in nazionale il 21 Maggio 1993 in una gara amichevole con la Francia.
Ha vinto l'argento europeo al Campionato Europeo 1995 disputatosi a Brno.
Con la maglia azzurra ha inoltre disputato gli Europei 1997.

## Palmarès
- Campionato italiano: 1
Famila Schio: 2004-05
- Coppa Italia: 4
Pall. Schio: 1996, 1999, 2004, 2005
- Supercoppa italiana: 1
Parma: 2002
- Coppa Ronchetti: 1
Pall. Schio: 2001